# Bulzi
Bulzi (en sarde : Bultzi) est une commune italienne de la province de Sassari dans la région Sardaigne en Italie.

## Géographie

### Communes limitrophes
Les communes attenantes à Bulzi sont : Laerru, Perfugas, Santa Maria Coghinas, Sedini.

## Administration
| Période                                  | Période | Identité                   | Étiquette     | Qualité |
| ---------------------------------------- | ------- | -------------------------- | ------------- | ------- |
| 2012                                     |         | Stefano Mattia Italo Vacca | Liste civique |         |
| Les données manquantes sont à compléter. |         |                            |               |         |

### Évolution démographique
Habitants recensés

## Culture et patrimoine
- L'église San Pietro del Crocifisso, de style roman pisan datant du XIIIe siècle.
- L'église San Sebastiano datant du XIIIe siècle.
- La Funtana Manna, complexe hydraulique datant du XIXe siècle.

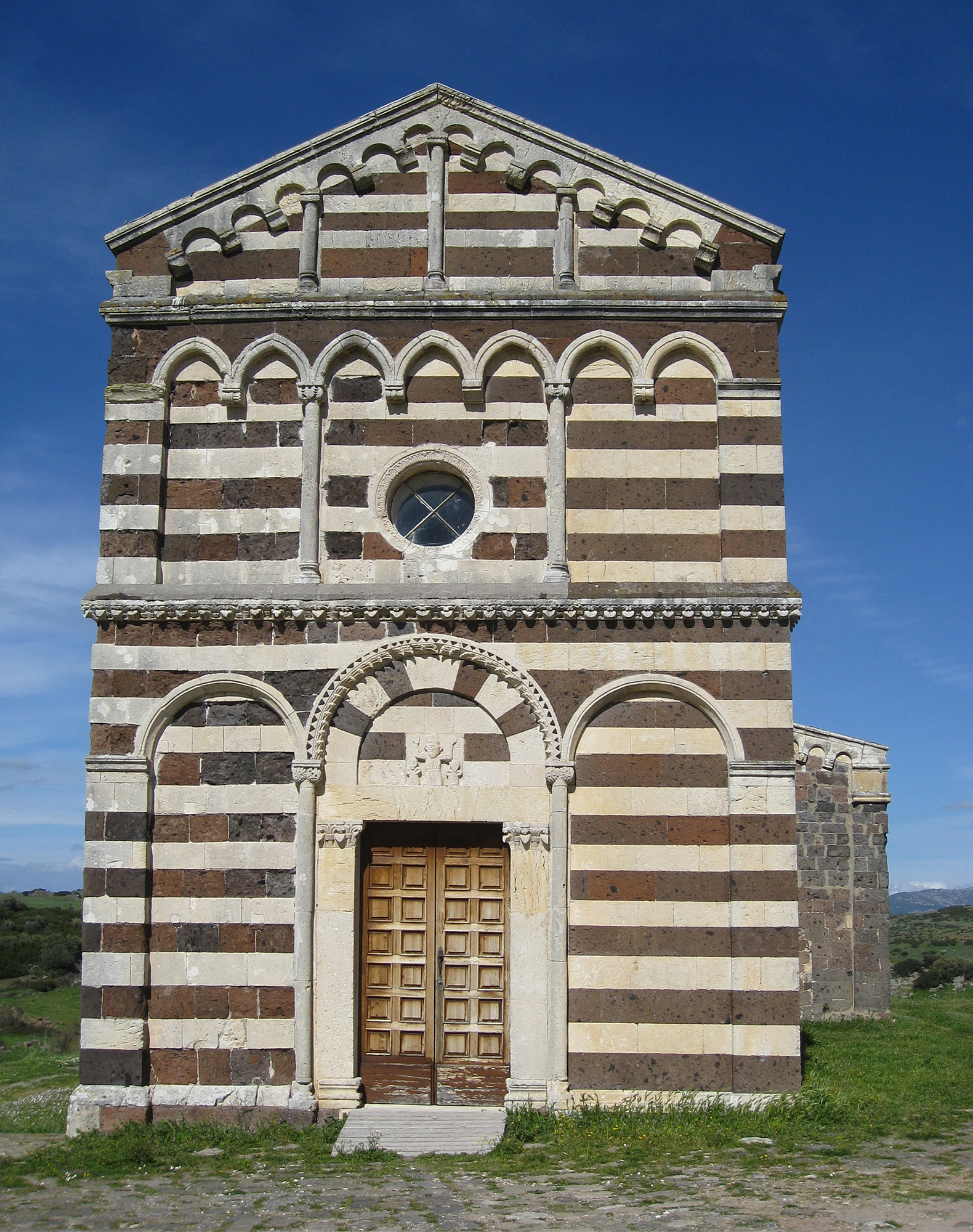
L'église San Pietro del Crocifisso.
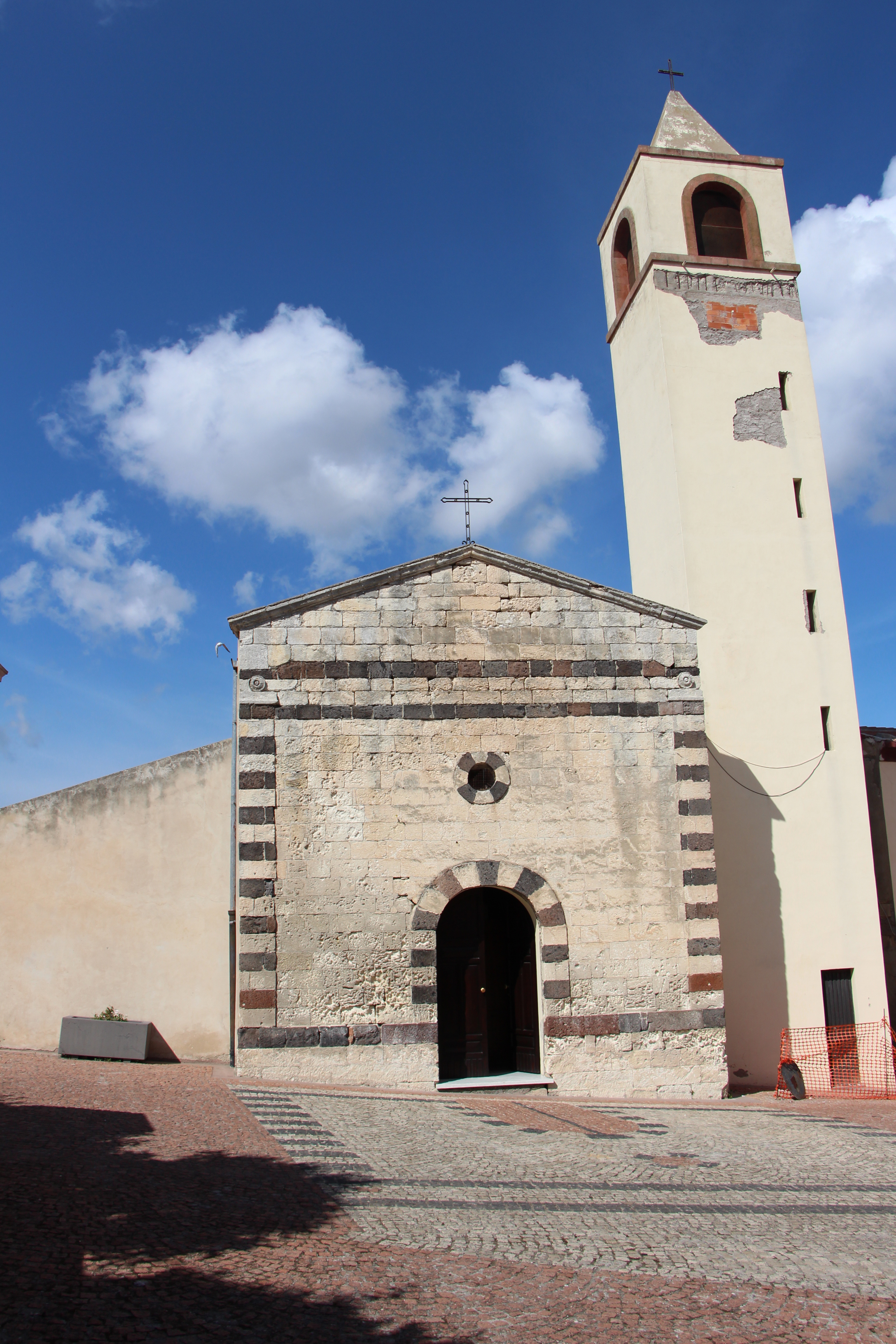
L'église San Sebastiano.